# Absalom
 Ikke at forveksle med Absalon.
Absalom eller Avshalom (hebraisk: אַבְשָלוֹם, Fredens fader) var ifølge den hebraiske bibel den tredje søn efter Israels Kong David. Han beskrives i Bibelen som værende beundret for sin skønhed.
Da Absaloms søster Tamar blev voldtaget af deres halvbroder Amnon, lod han denne dræbe ved et gæstebud. Han flygtede og opholdt sig i Geshur i tre år, til det lykkedes Joab ved list at få David til at kalde ham tilbage og tilgive ham. Absalom lagde nu an på at vinde kongeværdigheden. Han optrådte i kongelig pragt, leflede for folket, søgte at vække had til sin fader, og, da alt var forberedt, rejste han en opstand. David måtte hovedkulds forlade sin hovedstad fulgt af trofaste venner, og Absalom tog den i besiddelse. Men gengældelsen ramte ham snart. Davids gamle rådgiver, Achitofel, der havde sluttet sig til Absalom, rådede ham klogt nok til straks at forfølge David, men Absalom fulgte Davids Ven, den listige Husais råd: at opsætte forfølgelsen, til en større hær var samlet. Det blev hans ulykke: en hær samlede sig nemlig nu om David, og i Efraims skov led Absalom nederlag. Han selv blev til sin faders sorg og mod hans befaling dræbt af Joab, mens han i sit lange hår hang fast i et egetræ (i ældre bibeltekster kaldet en terebinte).